# Protestele din Kosovo din 1981
În martie și aprilie 1981, un protest studențesc desfășurat la Priștina, capitala de atunci a Provinciei Socialiste Autonome Kosovo, a condus la proteste pe scară largă ale albanezilor kosovari care au cerut mai multă autonomie în cadrul Republicii Socialiste Federative Iugoslavia. Președinția Iugoslaviei a declarat stare de urgență în Priștina și Kosovska Mitrovica, ceea ce a condus la revolte. Revolta a fost înăbușită de o intervenție în forță a poliției, care a provocat numeroase victime, și a fost urmată de o perioadă de represiune politică.

## Context
Universitatea din Priștina a fost punctul de plecare al protestelor studențești din Kosovo din 1981. Izolarea culturală a provinciei Kosovo în cadrul Iugoslaviei și sărăcia endemică a făcut ca provincia să aibă cel mai mare nivel de studenți, dar și de analfabeți din Iugoslavia. Studiile superioare nu au fost o garanție a unui viitor de succes; în locul instruirii studenților pentru cariere tehnice, universitatea s-a specializat în arte liberale, în special în albanologie, ceea ce putea asigura cu greu un loc de muncă în afara provinciei Kosovo, cu excepția instituțiilor administrative și a instituțiilor culturale locale. Acest lucru a creat un mare număr de șomeri, dar albanezii cu o educație înaltă și plini de resentimente au fost însuflețiți tot mai mult de sentimente naționaliste.
În plus, populația sârbă și muntenegreană din Kosovo s-a confruntat cu nemulțumirea economică și socială în creștere a studenților de la universitate. Prin 1981, Universitatea din Priștina avea 20.000 de studenți – adică unul din zece locuitori ai orașului era student.

## Protestele studențești
Demonstrațiile au început la 11 martie 1981, inițial ca un mic protest spontan pentru o mâncare mai bună la cantina universității și îmbunătățirea condițiilor de trai în cămine. Obosiți să aștepte ore în șir la coadă pentru alimente de proastă calitate, studenții au început să demonstreze.
Manifestanții, în număr de la două la patru mii, au fost dispersați de poliție, care a operat aproximativ o sută de arestări.
Protestele studențești au fost reluate două săptămâni mai târziu, pe 26 martie 1981, când mai multe mii de demonstranți au scandat sloganuri naționaliste, iar poliția a folosit forța pentru a-i dispersa, rănind 32 de persoane. Studenții albanezi s-au blocat în cămin.
Poliția a reacționat negativ față de creșterea naționalismului în rândul protestatarilor, operând mai multe arestări, care au alimentat tot mai multe proteste. Pe 30 martie, studenții de la trei dintre cele mai mari facultăți ale universității au declarat un boicot, temându-se de o întoarcere la o politică de tip rankovićism.
Cererile studenților albanezi au fost atât naționaliste, cât și egalitariste, implicând o dorință pentru un alt tip de socialism decât cel iugoslav, marcat de semi-confederalism și de autogestionare.

## Escaladarea protestelor
Pe 1 aprilie demonstrații au mărșăluit prin Kosovo, iar 17 polițiști au fost răniți în confruntările cu manifestanții, nereușind să-i disperseze. Armata s-a deplasat în zonă pentru a apăra instituțiile de stat, iar liderul comunist Mahmut Bakalli a solicitat trimiterea de tancuri pe străzi.
În câteva zile, protestele cu privire la condițiile de trai ale studenților au escaladat, canalizând nemulțumirea față de tratamentul populației albaneze de către majoritatea sârbă, și s-au transformat în revolte naționaliste albaneze.
Principala cerere a fost ca Kosovo să devină o republică în cadrul Iugoslaviei, primind un statut nou superior celui de provincie a Serbiei.
Autoritățile i-au acuzat pe naționaliști radicali – Politika scria în mai 1981 că scopul protestelor a fost constituirea Republicii Kosovo care să se separe ulterior de Iugoslavia și să se unească cu Albania. Autoritățile au impus o interdicție cu privire la raportările externe, iar raportarea la nivel local, spre deosebire de la momentul protestelor din Kosovo din 1968, a fost complet lipsită de independență și au fost elaborate în schimb doar declarații oficiale. Unele dintre declarațiile oficiale au fost vagi, vorbind de "dușmanii interni și externi", ceea ce a provocat un număr mare de teorii ale conspirației care au alimentat sentimentele naționaliste și în alte părți ale Iugoslaviei. Una din teoriile conspirației a fost promovată de Azem Vllasi, care a acuzat în mod public presupusa implicare a serviciului de informații albanez Sigurimi în proteste.
Cererea ca provincia Kosovo să devină cea de-a șaptea republică a Iugoslaviei a fost considerată inacceptabilă din punct de vedere politic de către Serbia și de Republica Socialistă Macedonia. Unii sârbi (și posibil și unii naționaliști albanezi) au perceput cererile albanezilor kosovari ca un preludiu la crearea unei „Albanii Mari”, care ar putea cuprinde părți din Muntenegru, Republica Macedonia și Kosovo.
O confruntare a avut loc în apropiere de Podujevo, unde trupele de poliție care soseau din Serbia Centrală au fost oprite de către manifestanții albanezi care i-au luat ca ostatici pe localnicii sârbi și muntenegreni.

## Stare de urgență
Conducerea Ligii Comuniștilor din Iugoslavia a perceput opoziția protestatarilor față de autoadministrare și naționalismul lor drept o amenințare gravă, și a decis să "le suprime prin toate mijloacele disponibile".
La 2 aprilie 1981 Președinția Iugoslaviei, sub conducerea lui Cvijetin Mijatović, a declarat stare de urgență la Priștina și Kosovska Mitrovica, care a durat o săptămână.
Președinția a trimis forțele speciale pentru a opri demonstrațiile.
Guvernul federal a trimis în grabă 30.000 de soldați în provincie. Au izbucnit revolte, iar autoritățile iugoslave au folosit forța împotriva protestatarilor.
La 3 aprilie, ultimele demonstrații au avut loc în Vučitrn, Uroševac, Vitina și Kosovska Mitrovica, acestea fiind repede suprimate de forțele suplimentare de poliție.
La revolte au participat aproximativ 20.000 de oameni în șase orașe.
La sfârșitul lunii aprilie, New York Times a raportat că nouă persoane au murit și mai mult de cincizeci au fost rănite. În luna iulie, New York Times a raportat că au fost rănite mai mult de 250 de persoane.
Presa iugoslavă a relatat despre uciderea a 11 persoane și arestarea altor 4.200 de persoane.

## Urmări

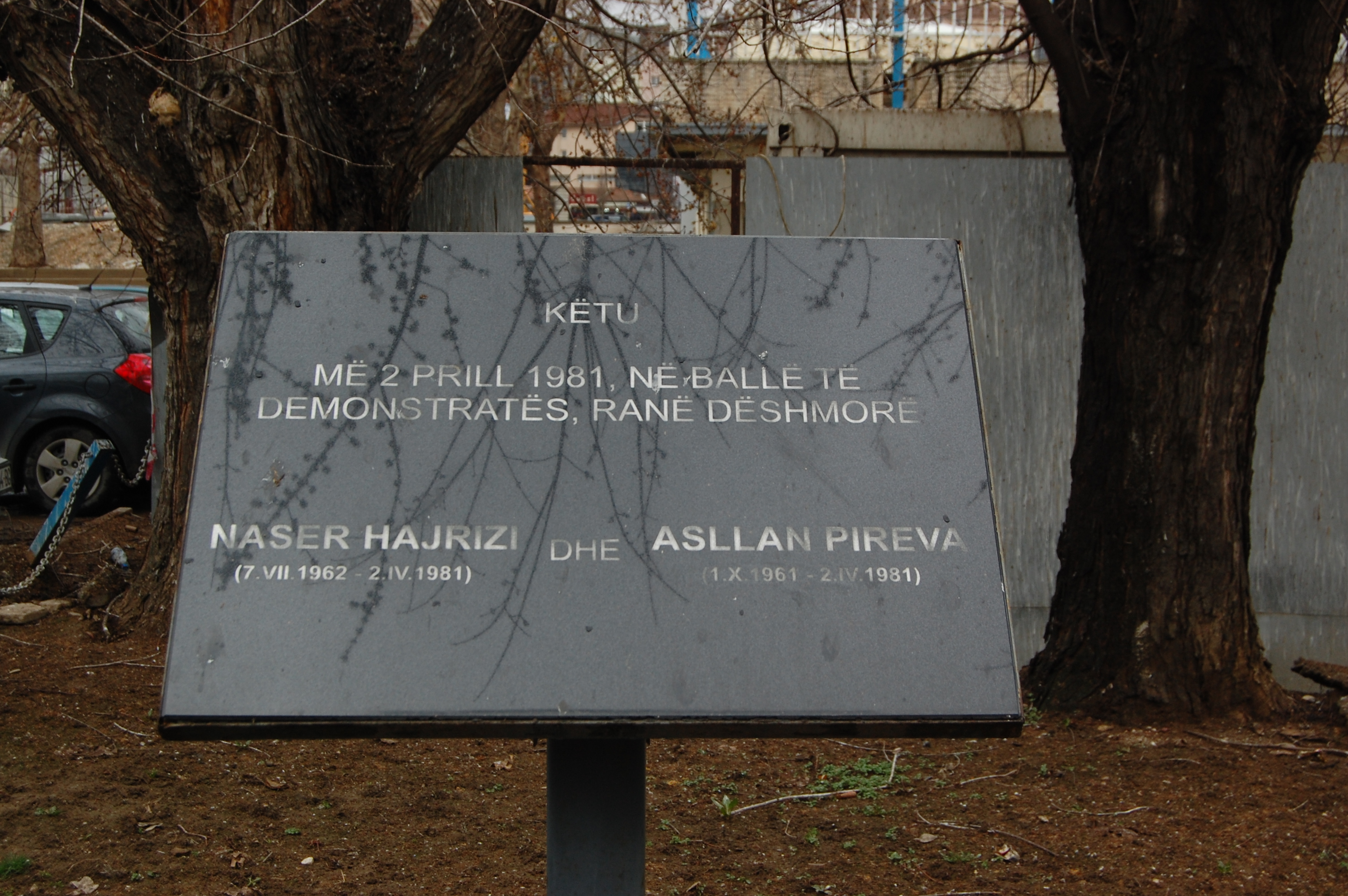
Placă memorială pentru două persoane ucise

Partidul Comunist din Kosovo a suferit epurări, fiind înlăturate mai multe persoane-cheie, inclusiv președintele acestuia. Veli Deva l-a înlocuit pe Bakalli deoarece s-a crezut că el ar fi mai dur în relația cu Tirana.
În urma demonstrațiilor, Universitatea din Priștina a fost epurată de studenții și profesorii considerați a fi „separatiști”. 226 studenți și muncitori au fost judecați și condamnați la pedepse de până la cincisprezece ani de închisoare. Mulți albanezi au fost îndepărtați din funcțiile oficiale, inclusiv președintele universității și doi rectori. Ei au fost înlocuiți cu activiști comuniști conservatori. S-a interzis, de asemenea, ca Universitatea să utilizeze manuale importate din Albania; începând de atunci, universității i s-a permis utilizarea doar a cărțilori traduse din sârbo-croată. Demonstrații au determinat, de asemenea, o tendință în creștere a cererii de centralizare din partea politicienilor sârbi, unitatea teritoriilor sârbe, o scădere a pluralismului cultural pentru albanezi și o creștere a protejării și promovării culturii sârbe. Universitatea a fost denunțată de către conducerea Ligii Comuniștilor din Serbia ca o "fortăreață de naționalism".
Președinția nu a abrogat autonomia provinciei așa cum au cerut-o unii comuniști sârbi.
Liga Comuniștilor din Kosovo a declarat că revoltele au fost un produs al naționalismului albanez, iar Serbia a reacționat prin dorința de a reduce puterea albanezilor din provincie și printr-o campanie de propagandă care a susținut că sârbii au fost alungați în afara provinciei mai degrabă de creșterea populației albaneze decât de starea proastă a economiei.
În 1981 s-a raportat că aproximativ 4.000 de sârbi plănuiau să se mute din Kosovo în Serbia Centrală, după revoltele din luna martie care au condus la mai multe decese în rândul sârbilor și la profanarea bisericilor și cimitirelor ortodoxe sârbe. 33 formațiuni naționaliste au fost destrămate de Poliția Iugoslavă care a condamnat 280 de persoane (800 au fost amendate, iar încă 100 au fost anchetate) și a confiscat arme ascunse și materiale de propagandă.
Demonstrațiile din Kosovo au reprezentat începutul unei crize profunde în Iugoslavia, care a dus mai târziu la destrămarea statului. Răspunsul guvernului la demonstrații a fost schimbarea discursului politic din țară într-un mod care i-a afectat semnificativ capacitatea de a se susține în viitor.

## În literatură și arte
Aceste evenimente au inspirat un roman al scriitorului albanez Ismail Kadare, The Wedding Procession Turned to Ice (în albaneză Krushqit jane te ngrire), în care descrie activitatea unui medic albanez, Teuta Shkreli, care-i îngrijește pe studenții răniți. Personajul Teuta a fost inspirat de acțiunile medicului albanez Sehadete Mekuli, ginecolog și soția scriitorului albanez Esad Mekuli.